# Anita Pereire
Anita Pereire, née le 22 octobre 1916 à Londres et morte le 3 juillet 2019 à Hartsdale (New York), est une paysagiste et femme de lettres française.

## Biographie
Elle est la sœur de Derek Kartun (1919-2005), la nièce de Léon Kartun (1895-1982) et la cousine de Leon Garfield.
En 1937, elle épouse l'homme d'affaires François Pereire, petit-fils de Gustave Pereire et neveu d'Alfred Pereire.
Elle meurt le 3 juillet 2019 à Hartsdale (New York).

## Publications
- L'Antichambre, roman (1961)
- Un garçon impossible, Odege-Filipacchi, collection Mlle age tendre, 1970
- La Femme en miettes, roman (1975)
- Jardins privés en France (avec Gabrielle van Zuylen, 1984, Prix Lange)
- Fleurs et Jardins (1989)
- Les Meilleures adresses pour trouver vos plantes (1994)
- Encyclopédie pratique du jardin (1994, 1997, 2004)
- Jardins du XXIe siècle (1999)
- Arbustes & arbres (1999)
- Le guide Hachette des plantes du jardin (2012)